# Cultura da Índia
A cultura da Índia está marcada por um alto grau de sincretismo e pluralismo. Os indianos têm conseguido conservar suas tradições previamente estabelecidas, enquanto absorvem novos costumes, tradições e ideias de invasores e imigrantes, ao mesmo tempo que estendem a sua influência cultural a outras partes da Ásia, principalmente na Indochina e no Extremo Oriente.
A sociedade tradicional da Índia está definida como uma hierarquia social relativamente restrita. O sistema de castas descreve a estratificação e as restrições sociais do subcontinente indiano; também definem as classes sociais por grupos endogâmicos hereditários, que a princípio se denominam jatis ou castas. Os valores tradicionais das famílias indianas são muito respeitados e o modelo patriarcal tem sido o mais comum durante séculos, ainda que recentemente a família nuclear esteja se convertendo no modelo seguido pela população que vive na zona urbana. A maioria dos indianos têm seus casamentos arranjados por seus pais e por outros membros da família respeitados, com o consentimento da noiva e do noivo. O matrimônio é planejado para toda a vida, a taxa de divórcio é extremamente baixa. Casamento na infância é ainda uma prática comum, já que metade das mulheres indianas se casam antes dos dezoito anos.
A gastronomia da Índia é caracterizada por uma grande variedade de estilos regionais e o uso sofisticado de ervas e espécies. Os alimentos básicos são feitos com arroz (especialmente no sul e no leste) e o trigo (predominante no norte). Espécies, como pimenta-preta, que agora são consumidas em todo o mundo, são originalmente nativas no subcontinente indiano. O pimentão, que foi introduzido pelos portugueses, também é muito utilizado na cozinha indiana.
A roupa tradicional varia de acordo com as cores e estilos segundo a região e depende de certos fatores, incluindo o clima. Os estilos de vestir incluem prendas simples como o sári para as mulheres e o dhoti para os homens; outras prendas como salwar kameez para as mulheres e os kurta-pijamas, calças de estilo europeu e camisas para os homens também são populares.
Muitas celebrações indianas são de origem religiosa, ainda que algumas sejam celebradas independentemente da casta ou credo. Algumas das festas mais populares da Índia são: Diwali, Holi, Durga Puja, Eid ul-Fitr, Eid al-Adha, Natal e Vesak. Além destas, a nação tem três festas nacionais: o dia da República, o dia da independência e o Gandhi Jayanti. Uma outra série de dias festivos, variando entre nove e doze dias, são oficialmente celebrados em cada estado nacional. As práticas religiosas são parte integral da vida cotidiana e são um assunto de interesse público.

## Histórico

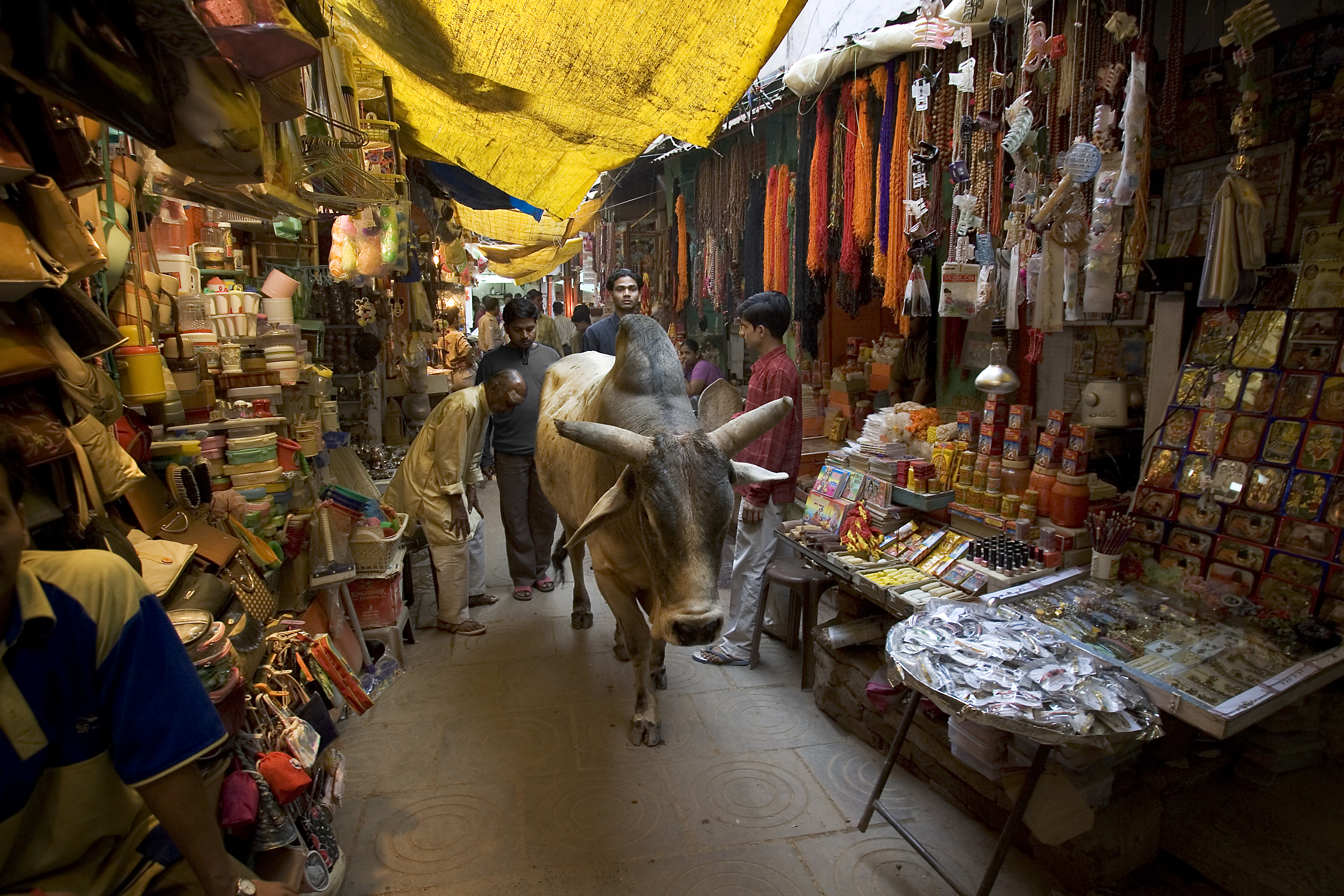
Bovino em um mercado de Varanasi, no estado de Uttar Pradesh. Na Índia, os bovinos, elefantes, macacos e aves são considerados como divindades, podendo circular livremente por todos os locais públicos do país.

Inicialmente, a Índia era constituída por três etnias: marrons (Dravidianos), orientais (mongóis) e brancos (caucasianos). Posteriormente, outros povos lá estiveram em vários períodos de sua longa história. Deve-se a isso a grande tolerância religiosa existente no país, uma vez que o povo está acostumado a conviver com uma enorme diversidade cultural, que inclui diferenças até mesmo nas línguas (que são realmente muitas).
A cultura indiana antiga dividia a sociedade em quatro categorias de ofícios e quatro de idades. Esse sistema tem o nome de Sanatana Dharma. Tal aspecto cultural gerou diversas distorções na sociedade contemporânea e, apesar de oficialmente banido, continua sendo infamente praticado.
Os indianos, apesar das diversidades em termos de linguagem, arte, música e cinema, são extremamente ligados à nação e aos ancestrais, o que os torna uma sociedade muito tradicionalista.
Segundo recenseamentos de 1961 e 1971, existem línguas vernáculas (sem agregação de estrangeirismos) e 67 línguas de ensino escolar em diversos níveis. A Constituição de 1950 tornou o hindi, escrito em ortografia devanágari, a língua oficial do país e enumerou as 15 línguas oficiais regionais: assamês, bengali, gujarati, hindi, canarês, caxemira, malaiala, marata, oriá, pendjabi, sânscrito, sindi, tâmil, telugo, urdu. No entanto, o hindi encontrou uma certa resistência, particularmente nos Estados do sul e em Bengala, o que conduziu à manutenção do inglês como segunda língua privilegiada, de elite, que permite os contatos internacionais e a obtenção dos melhores empregos.

## Artes
A arquitetura da Índia apresenta grandes variações a nível regional, com influências budistas, muçulmanas e europeias. A estupa, pagode ao ar livre, a gopura e o sikhara são os tipos de arquitetura indiana mais comuns. Edificações famosas na Índia, como o Taj Mahal, promovem o turismo do país.
A música cobre uma ampla tradição de estilos regionais. Em grande media, a música indiana dois importantes gêneros: a música carnática, encontrada principalmente na região sul da Índia, e a música clássica indostani, desenvolvida na região norte. Os instrumentos musicais próprios da música hindi podem ser divididos em clássicos, folclóricos e estrangeiros.
Assim como a música, a dança também tem diversas formas clássicas e folclóricas. Entre os bailes indianos mais importantes encontram-se o bhangra de Punjab, o bihu de Assam, o chhau de Bengala Ocidental, o jharkhand, o sambalpuri de Orissa e a ghoomar de Rajastão. Oito formas de dança, muitas delas com elementos narrativos e mitológicos, têm sido reconhecidas com o status de dança clássica nacional pela Academia Nacional de Música, Dança e Drama da Índia. Estas são: Bharatanatyam, do estado de Tamil Nadu, kathak de Uttar Pradesh, kathakali e mohiniyattam de Kerala, kuchipudi de Andhra Pradesh, manipuri de Manipur, odissi de Orissa e a sattriya de Assam.
O teatro incorpora música, dança e diálogos improvisados ou escritos. A princípio, as obras teatrais se baseiam em relatos obtidos da mitologia hindu, mas também trata de mais temas, como as histórias épicas de romances medievais e notícias de eventos sociais e políticos recentes.
A indústria cinematográfica indiana é a maior do mundo. Bollywood, bairro localizado na cidade de Bombaim onde são feitos os filmes e comerciais em hindi, foi recentemente convertido como o centro da indústria cinematográfica mais prolífica do mundo, igualando sua importância com Hollywood. Também são feitos filmes tradicionais e comerciais em zonas onde o bengali, canarês, malaiala, marata, tâmil e telugo são idiomas oficiais.
As primeiras obras da literatura foram transmitidas originalmente de maneira oral, séculos mais tarde foram recompiladas de maneira escrita. Estas obras incluem textos da literatura sânscrita, tais como os primeiras Vedas, as epopeias Mahabharata e Ramayana, o drama Abhijñanasakuntalam (o reconhecimento de Sakuntala) e poesias como Mahakavya - e textos da literatura "Sangam" em tâmil. Entre os principais escritores indianos contemporâneos destaca-se Rabindranath Tagore, que ganhou o Prêmio Nobel de Literatura em 1913.

### Música
A música da Índia, essencialmente improvisada, de caráter descritivo e emotivo, baseia-se em quadros rígidos, complexos e constantes, que constituem o único elemento transmissível. Deriva de vários sistemas pertencentes a grupos étnicos e linguísticos distintos (munda, Dravidianos, Arianos e outros). A música indiana, não tendo notação gráfica, consiste em um sistema de ragas que são memorizadas pelos executantes e que servem de base para as improvisações.
As ragas são uma espécie de modos com 5, 6 ou 7 notas sobre as quais é criada toda a música. Cada raga está associada a uma estação do ano ou a um momento do dia.
Após a invasão muçulmana, passou a ser elaborada segundo dois sistemas principais: o sistema do norte (hindustani) e o do sul (Karnático). Essa música é caracterizada pela existência de um grande número de modos. O modo não é simplesmente uma gama, mas comporta também indicações de intervalos exatos, ornamentados, estilo de ataque das notas para formar uma entidade e apresenta uma expressão e um estilo definidos: o raga ("estado de alma"). A oitava é dividida em 22 intervalos, permitindo uma consonância exata entre as notas. A rítmica, muito evoluída, possibilita arabescos de uma extrema sutileza.
O principal instrumento de cordas é a tambura (tampura); os principais instrumentos de sopro são as flautas e uma espécie de oboé. Entre os tambores, os mais importantes são o mridangam e o tabla. O tala é o gongo indiano. Entre os mais importantes musicistas indianos estão Ali Akbar Khan e Ravi Shankar (nascido em 1920 e que já se apresentou no Brasil).
Apesar da Índia ter uma sociedade pungente e moderna, com grandes aglomerados urbanos, universidades - muitas milenares - um parque industrial fortíssimo produzindo desde agulhas a motores, aviões etc., não perdeu suas características culturais, apesar de estar sofrendo um choque cultural.
A dança indiana inclui elementos descritivos, onde são narradas aventuras de deuses e heróis míticos.

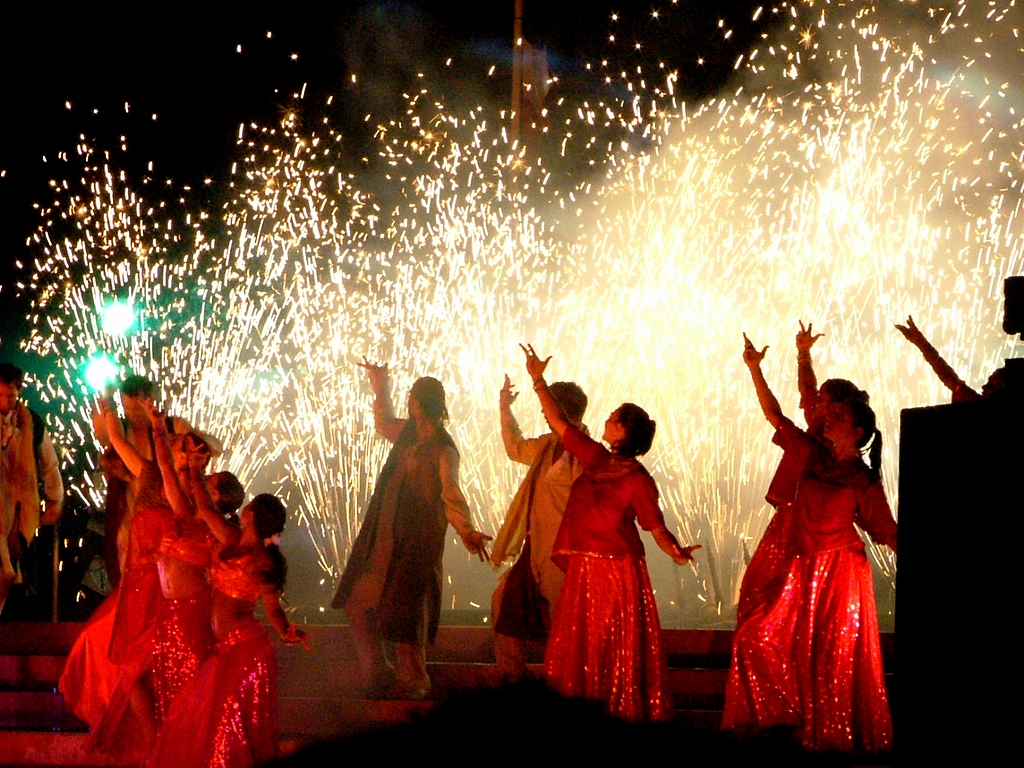
Gravação dum número de dança de Bollywood.

### Cinema
A Índia tem uma grande indústria cinematográfica. É, em termos numéricos, a maior produtora do mundo. O número de filmes feitos na Índia é superior ao de qualquer outro país. Essa é uma paixão dos indianos. Os cinemas vivem lotados e eles amam seus astros e, diferentemente de outros lugares, tudo tem a cara da Índia, sem invasões culturais, preservando a identidade deste país. Esta diversidade, além de arquiteturas diferentes, é o que faz da Índia esse "Caldeirão Cultural".
Atualmente, o cinema indiano, conhecido por Bollywood, é uma das maiores indústrias do mundo da sétima arte.
O filme Quem quer ser um milionário?, vencedor de oito oscars, é um filme britânico, mas filmado na Índia e elenco indiano.

## Religiosidade
Possui aroma de incenso por todos os lugares, está cheio de guirlandas e santos vagando pelas ruas, convivendo lado a lado com uma população progressista, moderna. Nos dias atuais, muito da influência cultural ocidental tem permeado esta cultura.
As filosofias religiosas indianas - porque seus povos desenvolveram vários sistemas filosóficos que sempre estão associados à religião - são englobadas em seis grupos principais: jainismo, sânquia, ioga, bramanismo, budismo e tantra. Quase tudo na Índia é espiritualidade; o grande propósito da cultura indiana é conhecer Deus, seja em seus aspectos pessoal ou impessoal.

## Ciência e tecnologia
O conceito do Zero nasceu na Índia. A primeira Universidade, com o significado atual da palavra, existiu em Nalanda, no estado de Bihar, nos tempos ancestrais.
A maior parte dos fundamentos da matemática do modo como entendemos hoje em dia deve-se à Índia, pois todo o sistema de numeração é indoarábico, ou seja, os árabes buscaram na Índia e difundiram os algarismos que usamos até hoje. A fórmula de Bhaskara que foi criada na Índia é usada para resolver todas as equações de segundo grau.
A grande contribuição para o mundo além da filosofia, que faz parte da vida de todos os indianos, são os avanços na tecnologia da informação, pois a Índia hoje tem exportado Phd's na área de softwares principalmente para a Europa e Estados Unidos. No Brasil, o Departamento de Microeletrônica da Universidade de São Paulo, o Instituto Nacional de Pesquisas Espaciais e o Instituto de Pesquisas Energéticas e Nucleares contam com profissionais indianos em cargos importantes. No campo da pesquisa espacial, o telescópio Chandra, da NASA, que leva o nome do físico indiano, é superior em tecnologia ao telescópio espacial Hubble, mais conhecido por ser responsável por telecomunicações. Outra área importante é a biotecnologia, campo que a Índia domina sobre muitos países.
Para os hindus, Varanasi é o local mais sagrado da terra, residência do deus Shiva. Os hindus acreditam que Varanasi é uma zona santa, o que contribui muito para a áurea sacra que permeia a cidade. A cada passo dado encontra-se referência a alguma cidade, ou uma imagem sua, e mais de uma centena de templos espalhados. Seus templos espalham-se por todas as pequenas ruas. Nessa parte da cidade conhecida como Varanasi, não se há trânsito, a não ser motos e bicicletas, que são os únicos meios de transporte que conseguem circular.
O rio Ganges atrai milhares de peregrinos todos os anos para se banharem em sua águas sagradas. Mas essas águas sagradas também são o coração da cidade: tudo acontece às margens do Ganges. As pessoas se banham, lavam suas roupas, meditam, praticam ioga e jogam críquete nos chamados Ghats of Gonga, degraus que permitem, às pessoas, aproximarem-se do rio.

## Esportes

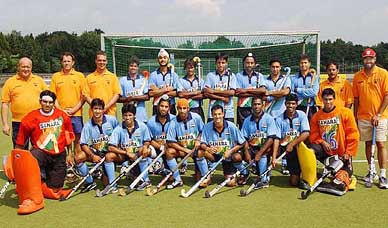
Seleção de hóquei sobre a grama da Índia.

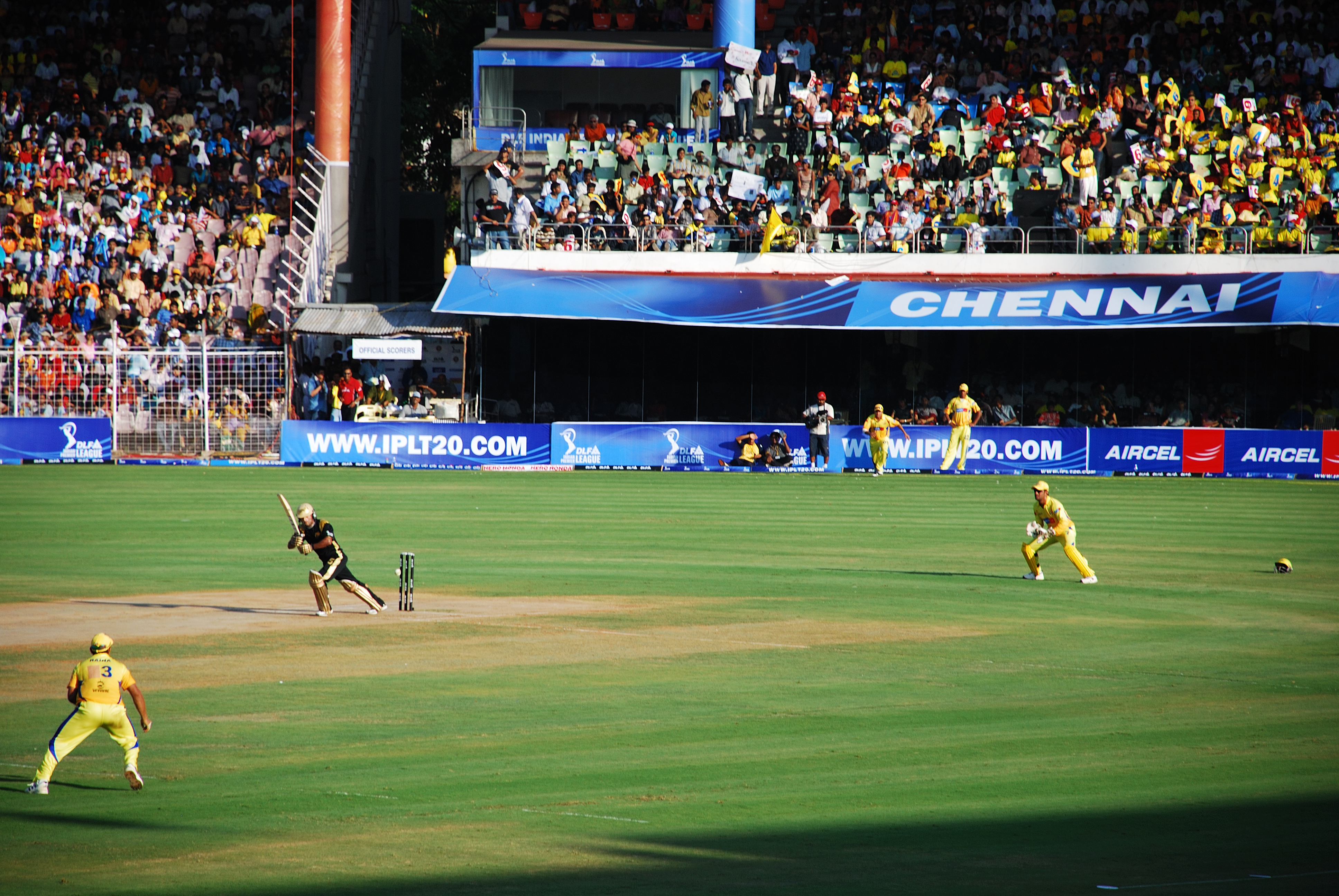
Uma partida de críquete da Indian Premier League entre Chennai Super Kings e Kolkata Knight Riders.

Oficialmente, o esporte nacional é o hóquei em campo, que é administrado pela Federação de Hóquei Indiana. A equipe do hóquei no campo ganhou o Copa do Mundo de Hóquei sobre a Grama em 1975. O país possui nove medalhas de ouro, quatro de prata e sete de bronze nos Jogos Olímpicos de Verão.
O esporte mais popular indiano é o críquete, que ganhou a copa de 1983 e a Copa do Mundo de Críquete Twenty20 em 2007; em 2002 compartilhou o troféu como campeão da CPI no Sri Lanka. O críquete indiano é administrado por uma junta, as competições nacionais incluem Copa Ranji, Copa Duleep, Copa Deodhar, Copa Iraní e a Série Challenger. A liga de críquete indiana e a Premier League Índia organizam concursos de críquete Twenty20.
Recentemente, o tênis tem sido o mais popular esporte do país, devido às vitórias da equipe na Copa Davis. O futebol também é um esporte popular no nordeste indiano, Bengala Ocidental, Goa e Kerala. A Seleção Indiana de Futebol ganhou a Copa de Federação de Futebol da Ásia Meridional várias vezes. O xadrez, que comumente se diz que se originou na Índia, também ganhou popularidade com o aumento de "Grandes Mestres" indianos. Os tradicionais incluem o kabaddi, kho kho e gilli-danda, praticados a nível nacional. A nação também é o lugar de múltiplas artes marciais, como o kalaripayatu e o varma kalai.
Na Índia, o Rajiv Gandhi Khel Ratna e os Prêmios Arjuna são as confederações mais prestigiosas, que se entregam aos esportes com sucesso, enquanto o Prêmio Dronacharya se entrega à excelência por entretenimento.
A Índia acolheu duas edições dos Jogos Asiáticos (em 1951 e 1982, ambas em Délhi), as Copas do Mundo de Críquete de 1987, 1996 e 2011, e os Jogos da Commonwealth de 2010 em Délhi.

## Feriados nacionais
| Data             | Nome em português             | Nome local      | Observações |
| ---------------- | ----------------------------- | --------------- | ----------- |
| Fevereiro-Março  | Holi - Festival das cores     |                 |             |
| 26 de Janeiro    | Dia da República              | भारतीय प्रजासत्ताक दिन |             |
| 15 de Agosto     | Dia da Independência          |                 |             |
| Agosto-Setembro  | Ganesha Festival              |                 |             |
| 2 de Outubro     | Aniversário de Mahatma Gandhi |                 |             |
| Outubro-Novembro | Diwali - Festival das Luzes   |                 |             |